# Generazione (singolo)
Generazione è un singolo del gruppo musicale italiano Psicologi, pubblicato il 10 aprile 2020.

## Tracce
1. Generazione – 3:17